# Hr.Ms. Pro Patria (1923)
De Hr.Ms. Pro Patria was een Nederlandse mijnenlegger, gebouwd door het marine-etablissement in Soerabaja. Het schip was bestemd als luisterschip voor de speciale diensten.

## DePro Patriatijdens de Tweede Wereldoorlog
Tijdens de Tweede Wereldoorlog was de Pro Patria gestationeerd in Nederlands-Indië. In december 1940 legde het schip een mijnenveld in het Oostervaarwater. Vanaf 8 januari 1941 was de Pro Patria gestationeerd in Palembang, waar het na het uitbreken van de oorlog met Japan mijnenversperringen legde op de rivier de Moesi. Op 15 februari 1942 werd er om 04:00 een sluitingsversperring gelegd op de Moesi nabij Pradjen. Na het leggen werd de Pro Patria door Japanse vliegtuigen aangevallen. Omdat inmiddels een Japanse invasievloot voor de monding van de Moesi lag en de Pro Patria slecht manoeuvreerbaar was en licht bewapend, werd besloten het schip in de Moesi tot zinken te brengen.